# Dzjamal Otarsultanov
Dzjamal Sultanovitj Otarsultanov (ryska: Джамал Султанович Отарсултанов), född 14 april 1987 i Dagestan, Ryssland, är en rysk brottare som tog OS-guld i bantamviktsbrottning vid de olympiska brottningstävlingarna 2012 i London. 